# Dennis Hogan
Dennis P. Hogan ist ein US-amerikanischer Soziologe
Er war der Sohn von Ruth June Hogan und Patrick Dennis Hogan und wuchs in Iowa auf. Dennis P. Hogan besuchte die Kings Park Highschool in New York. Er kämpfte als Soldat im Vietnam-Krieg. 1972 machte er seinen Bachelor in Soziologie an der University of Iowa, 1973 den Master an der University of Wisconsin at Madison, wo er 1976 auch promovierte. Thema seiner Promotionsarbeit war The Passage of American Men From Family of Orientation to Family of Procreation: Patterns, Timing, and Determinants.
Ab 1985 lehrte Hogan als Assistenzprofessor an der University of Chicago, 1987 wurde er Professor für Soziologie und Direktor des Population Research Institute an der Pennsylvania State University. Hogan war ab 2000 Inhaber der Robert E. Turner-Professur an der Brown University in Providence, Rhode Island.

## Veröffentlichungen (Auswahl)
- mit Evelyn M. Kitagawa: The impact of social status, family structure, and neighborhood on the fertility of black adolescents. In: American Journal of Sociology. Vol. 90 Nr. 4. 1985. pdf.
- Dennis P. Hogan, N. M. Astone: The transition to adulthood. In: Annual Review of Sociology. Vol. 12, 1986, S. 109–130.
- mit David J. Eggebeen und Clifford C. Clogg: The structure of intergenerational exchanges in American families. In: American Journal of Sociology. Vol. 98. Nr. 6. 1993 pdf.
- mit David J. Eggebeen: Giving between generations in American families. In: Human Nature- Vol. 1. Nr. 3 1990.
- The Variable Order of Events in the Life Course. In American Sociological Review. Vol 43. Nr. 4. 1978.
- mit William L. Parish: Race, kin networks, and assistance to mother-headed familie. In: Social Forces. Vol. 68. Nr. 3. 1990, S. 797–812.